# Geographie Irlands

Irland wird wegen seiner grünen Landschaft auch Emerald Isle genannt – „Smaragdinsel“

Irland ist eine Insel im Atlantischen Ozean im Nordwesten Europas. Der Ozean formte die raue Küstenlinie, sowie viele Inseln, Halbinseln und Buchten. Besonderes Merkmal der irischen Geographie sind die zentral gelegenen, von Gebirgen umschlossenen Ebenen.
Die Insel Irland (Gesamtfläche 84.079 km²) ist politisch in die Republik Irland und das britische Nordirland geteilt. Die Irische See und der Nordkanal trennen Irland von Großbritannien, die Keltische See liegt zwischen Irland und dem europäischen Festland.

## Physische Geographie

### Geologische Formationen

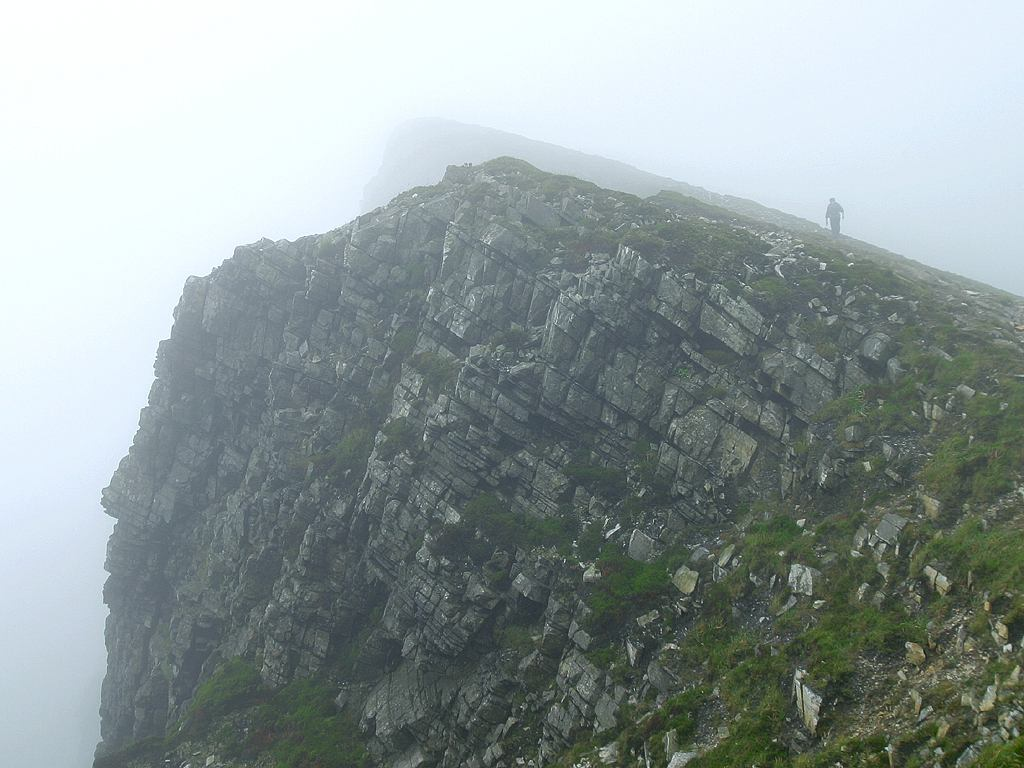
Slieve League in Donegal ist eine typisch irische Felsformation

Die älteste Gesteinsformation Irlands ist etwa 1,7 Milliarden Jahre alt und findet sich auf Inishtrahull Island an der Küste des County Donegal. In anderen Teilen Donegals entdeckten Wissenschaftler Findlinge, die noch von der letzten Eiszeit künden. Aufgrund späterer geologischer Verwerfungen ist es jedoch unmöglich, diese Gesteinslagen eindeutig zuzuordnen.
Vor etwa 600 Millionen Jahren, am Ende des Präkambriums, wurde die irische Landmasse in zwei Teile zertrennt. Die eine Hälfte lag im östlichen Teil des Urozeans Iapetus, die andere in dessen Westhälfte. Beide Teile befanden sich zum damaligen Zeitpunkt in etwa auf dem gleichen Breitengrad wie das heutige Südafrika. Aufgrund von Fossilienfunden in Bray weiß man, dass die spätere Insel zu diesem Zeitpunkt unter dem Meeresspiegel gelegen haben muss.
Während der nächsten 50 Millionen Jahre drifteten die beiden Hälften wieder aufeinander zu, bis sie sich schließlich vor etwa 440 Millionen Jahren wieder vereinigten. Auch dies wurde durch fossile Fauna, die im County Louth entdeckt wurde, bestätigt. Die Berge im Nordwesten Irlands sowie der Granit aus Donegal und Wicklow waren eine Folge dieser Wiedervereinigung.
Die irische Landmasse lag nun oberhalb des Meeresspiegels in der Nähe des Äquators. Aus dieser Zeit sind in Kiltorcan, County Kilkenny, noch versteinerte Bäume sowie auf Valentia Island fossile Süßwassermuscheln und in Schiefer die Fußabdrücke einer vierbeinigen Amphibie erhalten. Die Felsformation Old Red Sandstone stammt ebenso aus dieser Zeit.
Vor etwa 400 Millionen und 300 Millionen Jahren versank Nordwesteuropa – auch Irland – in einem warmen, kalziumreichen Ozean. Großartige Korallenriffe formten in dieser Zeit den Kalkstein, der heute noch etwa 65 Prozent des steinernen Mantels Irlands ausmacht. Als sich das Wasser zurückzog, bildeten sich tropische Urwälder und Sümpfe. Im Karbon wandelten sich diese zu Kohle, die jedoch größtenteils der Erosion zum Opfer fiel. Während dieser Zeit bewegte sich Irland weiter nordwärts. Der so entstandene Druck formte die Hügelketten, die sich heute von Nordosten nach Südwesten erstrecken.

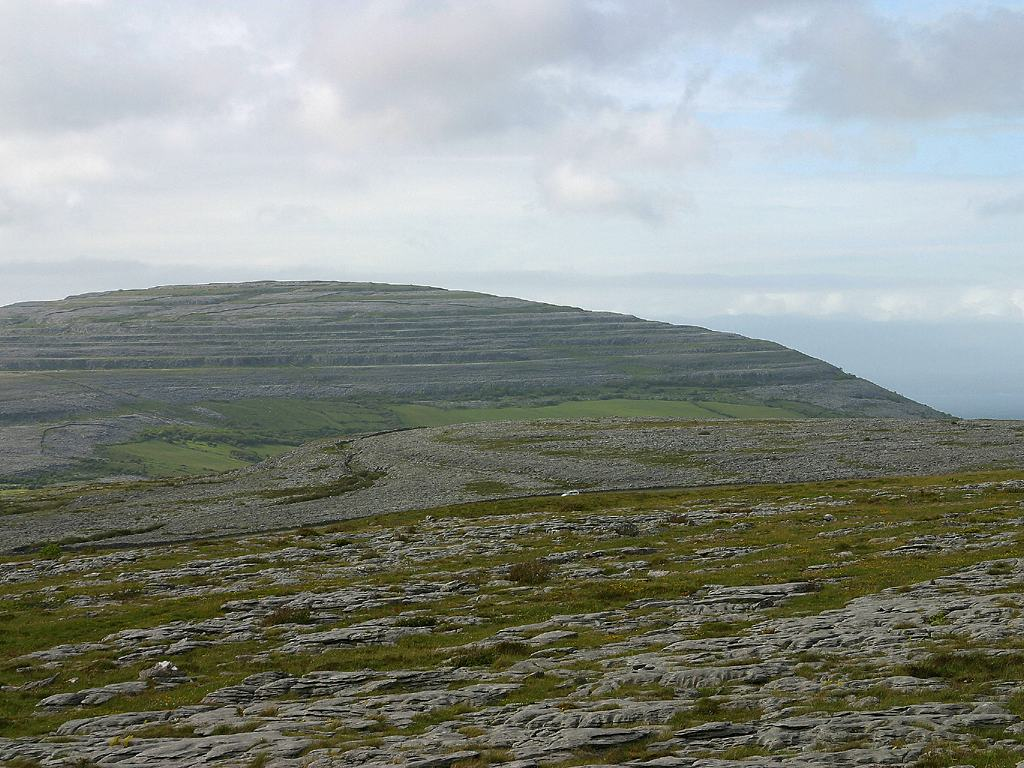
Karstlandschaft in Burren

Vor etwa 250 Millionen Jahren befand sich Irland auf Höhe des heutigen Nordafrika und hatte ein Wüstenklima. Zu dieser Zeit erodierten große Teile der Kohle und des Sandsteins. Resultat war die heutige Karstlandschaft in Burren im County Clare.
Etwas später bildeten sich die organischen Ablagerungen, die heute als Erdgas und Erdöl wichtige Stützen der irischen Wirtschaft darstellen. Vor 150 Millionen Jahren versank die Insel erneut im Ozean, so dass sich weitläufige Kalkablagerungen bilden konnten. Spuren davon liegen in Nordirland noch unter Basaltgestein.
Vor 65 Millionen Jahren begann eine Zeit vulkanischer Aktivität. Die Mourne Mountains und andere Gebirgszüge sind Folgen dieser Epoche. Günstige klimatische Bedingungen ließen eine üppige Vegetation wachsen, die noch heute, ungenutzt im County Antrim, als Braunkohle existiert. Das warme Klima verursachte jedoch auch heftige Regenfälle, die die Erosion noch weiter beschleunigten.
Vor 25 Millionen Jahren war Irland schon nahe seiner heutigen Position. Durch Erosionsvorgänge hatte sich schon eine mächtige Erdschicht entwickelt, die den größten Teil des steinernen Mantels bedeckte. Dort, wo das Wasser nicht abfließen konnte, entstanden Tonschichten. Als sich das Klima abzukühlen begann, verlangsamte sich die Bodenbildung und die Flora und Fauna begann sich so zu entwickeln, wie sie die ersten menschlichen Siedler vorfinden sollten. Vor etwa 3 Millionen Jahren hatte sich die heute existierende Landschaft geformt.
Seit etwa 1,7 Millionen Jahren ist die Erde ständig einander ablösenden Kalt- und Warmperioden ausgesetzt. Die frühesten Zeugnisse auf Irland stammen aus der Warmperiode des Ballylinian, die vor circa 500.000 Jahren einsetzte. Den stärksten Eindruck hinterließen jedoch die Eiszeiten.
Am offensichtlichsten sind die noch heute zu bewundernden Gletschertäler, wie jenes in Glendalough, Gletscherseen, Kare, Drumlins und Oser (irisch: eiscir). Das eindrucksvollste Os liegt in Esker Riada. Es teilt die Insel in einen Nord- und einen Südteil und wurde einstmals als Schnellstraße genutzt. Der über Teile Nordirlands bis in die Republik Irland verlaufende Drumlin-Gürtel ist einer der größten in Europa. In Irland sind ca. 25000 Drumlins bekannt.

### Fels- und Bodenformationen

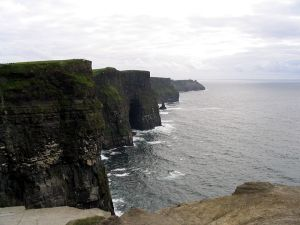
An den Cliffs of Moher nahe Doolin im County Clare kann man Schichten von Schluffstein, Schiefer und Sandstein bewundern

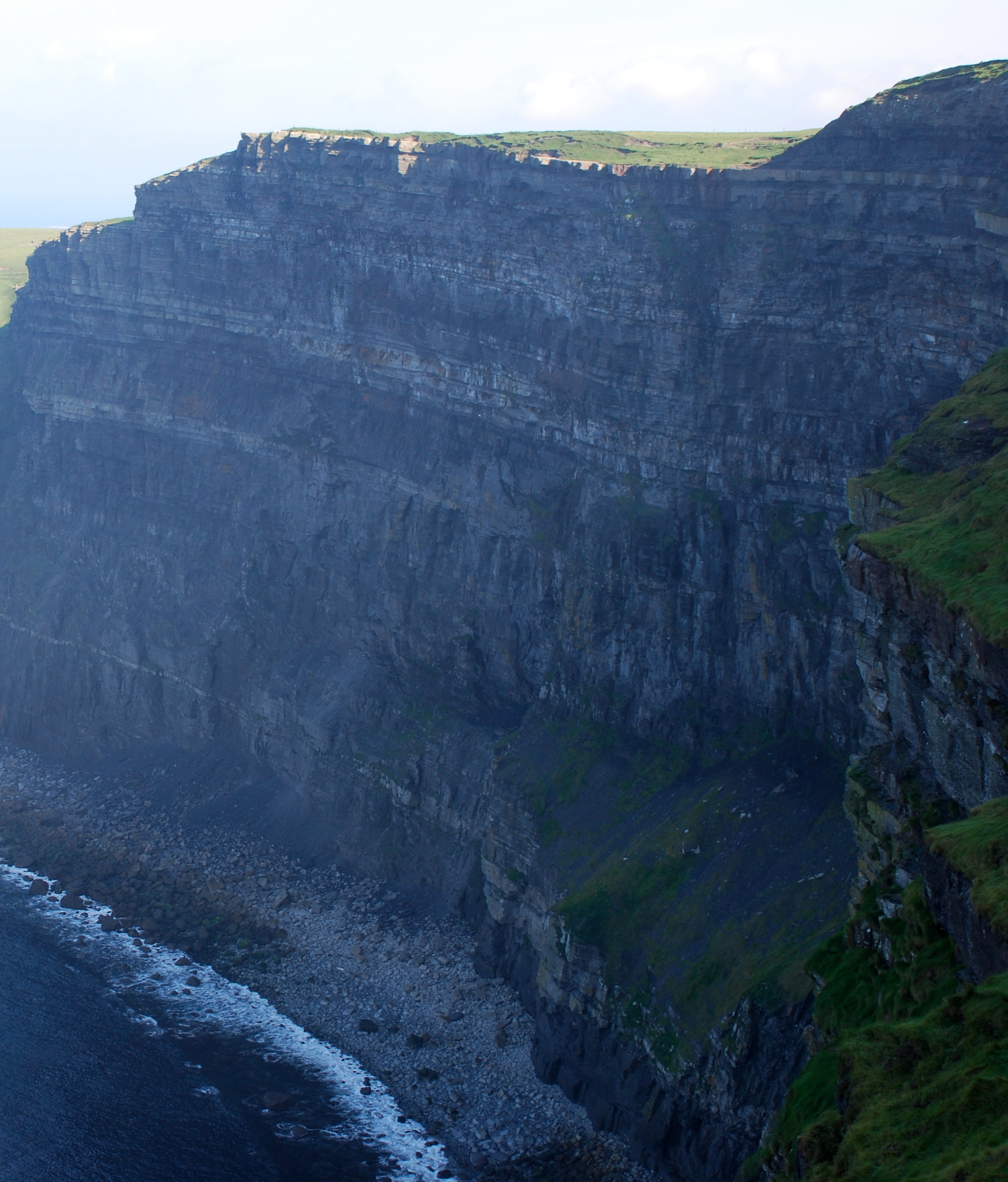
Gesteinsschichten an den Cliffs of Moher

Das weite, zentral gelegene Flachland Irlands besteht aus Kalkstein, der von Schichten aus Gletschermaterial, Ton und Sand sowie von Seen und Moorlandschaften bedeckt ist. Das größte Hochmoor ist das Bog of Allen. Die küstennahen Gebirge unterscheiden sich sehr stark hinsichtlich ihrer geologischen Struktur. Im Süden bestehen die Berge aus altem rotem Sandstein mit Flussbetten aus Kalkstein. In Galway, im County Mayo, in Donegal, im County Down, und in Wicklow sind die Berge aus Granit aufgebaut, während die Hochebene im Nord-Osten des Landes aus Basalt aufgebaut ist. Die bemerkenswerteste Basaltformation ist Giant’s Causeway im County Antrim.
Im Norden und Westen Irlands formte Wasser, das nicht abfließen konnte, Torf und Gleylandschaften. Im Gegensatz dazu besteht das Erdreich im Süden und Osten aus braunem und grauem Podsol. Dies spiegelt auch die Verteilung der Regenfälle auf der Insel wider, da gerade im Nordwesten der meiste Regen fällt.
Eine ungewöhnliche Landschaft liegt im County Clare im Norden: Der Burren. Dieses Karstgebiet besteht aus verwitterten Kalksteinfelsen, die kaum vom Erdreich bedeckt sind. Es gibt dort mehrere Karsttrichter, in welche Oberflächenwasser eindringt, wodurch sich ein ausgedehntes Höhlensystem geformt hat.

### Gebirgsketten

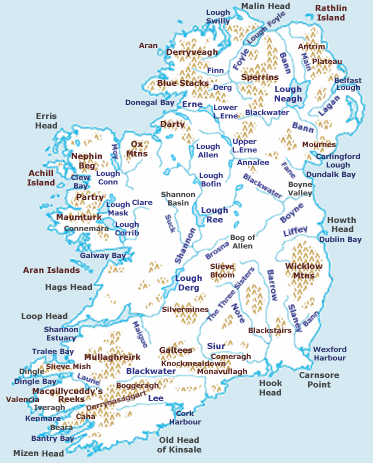
Karte mit den Gebirgen, Seen, Flüssen und anderen geologischen Besonderheiten Irlands (größere Version)

Siehe auch: Liste von Bergen in Irland
Das Flachland im Zentrum Irlands ist umringt von Gebirgsketten, angefangen im Südwesten im County Kerry bei den Macgillycuddy’s Reeks entgegen dem Uhrzeigersinn: Comeragh Mountains, Blackstair Mountains, Wicklow Mountains, the Mournes, Glens of Antrim, Sperrin Mountains, Bluestack Mountains, Derryveagh Mountains, Ox Mountains, Nephin Beg Mountains und die Twelve Bens/Maumturks. Einige wenige Bergketten liegen im südlichen Landesinnern, darunter die Galtee Mountains, Silvermines und die Slieve Bloom Mountains. Die höchste Erhebung ist mit 1041 m der Carrauntuohill (Irisch: Corrán Tuathail). Der Berg ist Teil der Macgillycuddy’s Reeks, einer Kette von durch Gletschern abgeschliffenen Sandsteinbergen. Die meisten Berge sind nicht hoch, nur 3 erreichen eine Höhe von über 1000 m, nur 455 Erhebungen überschreiten die 500-m-Grenze.

### Flüsse und Seen
Siehe auch: Liste der Flüsse in Irland
Größter Fluss Irlands ist der Shannon, der mit etwa 386 km Länge auch der längste Fluss Irlands und der Britischen Inseln ist. Er entspringt im County Cavan und fließt auf einer Strecke von etwa 260 km südwärts und trennt das morastige Binnenland vom Westen Irlands und bildet drei größere Seen: Lough Allen, Lough Ree und der größte: Lough Derg. Der Shannon mündet nahe Limerick in einem 113 km langen Ästuar in den Atlantik. Andere größere Flüsse sind die Liffey, der River Lee, der Blackwater, der Nore, der Suir, der Barrow und der Boyne.

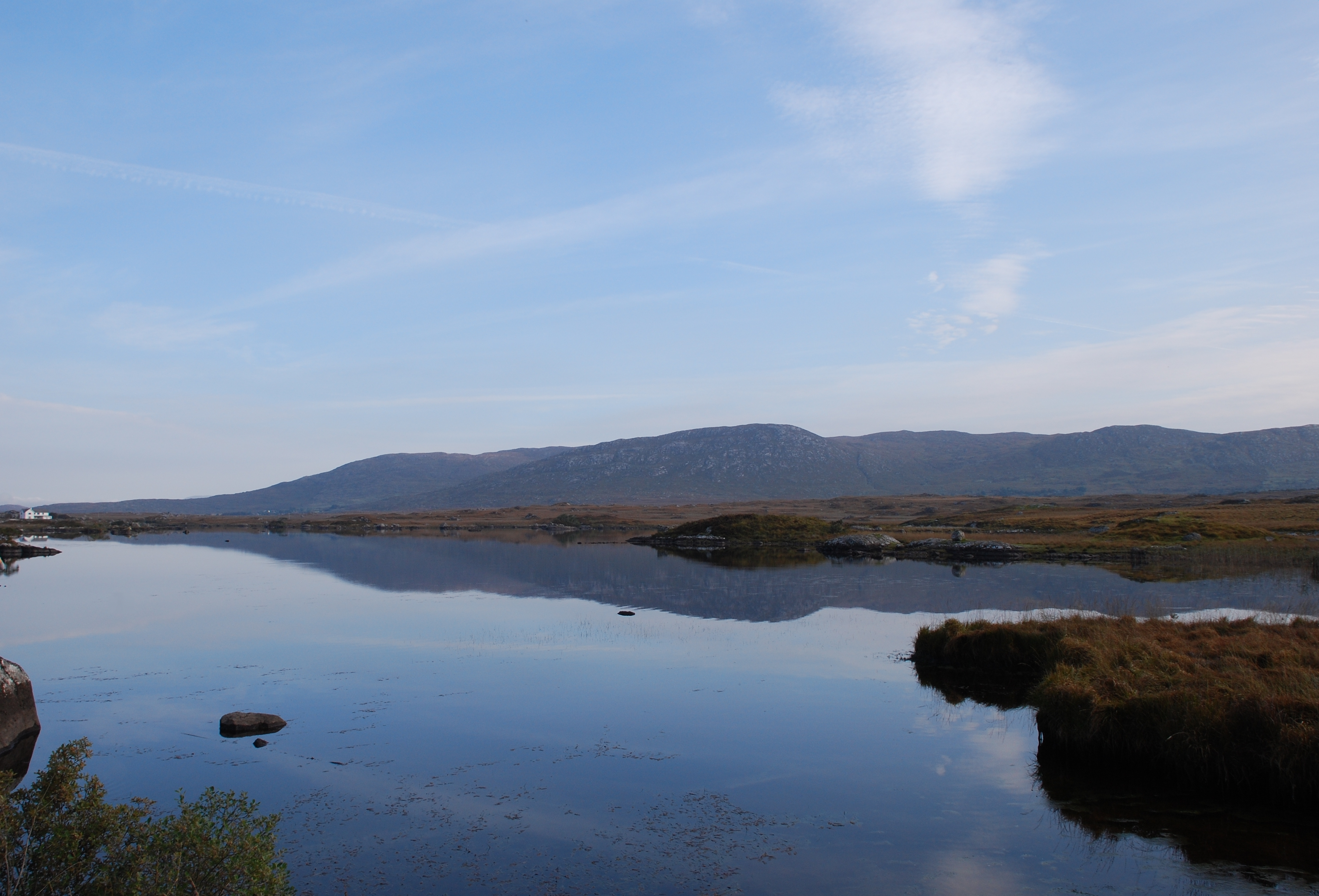
Furnace Lake

Lough Neagh in Ulster ist der größte See Irlands. Er bedeckt eine Fläche von 396 km² und ist 30 km lang und 15 km breit. Der Legende nach kämpfte der Riese Fionn mac Cumhaill mit einem anderen in Schottland und griff im Eifer des Gefechts einen Klumpen Lehm um diesen nach seinem Kontrahenten zu werfen. Der Klumpen landete in der Irischen See und wurde zur heutigen Isle of Man, während sich das Loch mit Wasser füllte und zum Lough Neagh wurde. Andere große Seen sind unter anderem Lough Erne und Lough Corrib.

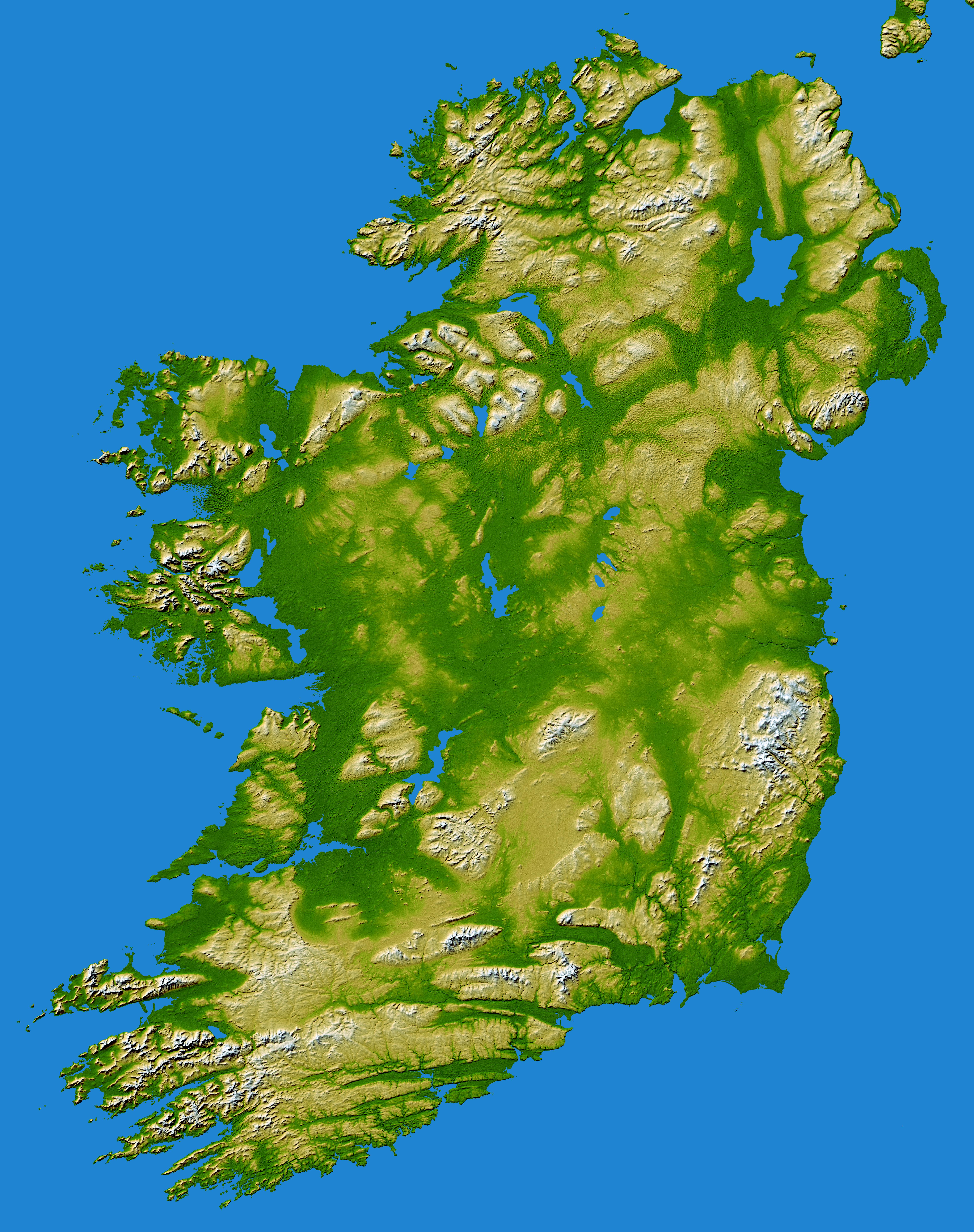
Topographie Irlands

### Meeresarme
Angefangen im Westen, im County Donegal, teilt Lough Swilly die Malin-Halbinsel. Lough Foyle auf der anderen Seite ist einer der größten Meeresarme, er liegt zwischen dem County Donegal und dem County Londonderry. Weiter findet man noch den Belfast Lough zwischen dem County Antrim und County Down. Im County Down gibt es noch den Strangford Lough, der die Arbs von Irland trennt, weiter entlang der Küste gelangt man zum Carlingford Lough zwischen Down und Louth. Der nächste größere Meeresarm ist Dublin Bay.
Die Ostküste ist zum größten Teil gleichförmig, lediglich Wexford Harbour, die Mündung des Slaney bildet eine Ausnahme. An der südlichen Küste liegt der Waterford Harbour, die Mündung des Suir, in den die beiden anderen der drei Schwestern, Nore und Barrow fließen. Der nächstgrößte Meeresarm ist Cork Harbour, die Mündung des Lee, in der Great Island liegt.
Dunmanus Bay, Bantry Bay, die Mündung des Kenmare und Dingle Bay sind Meeresarme und Buchten der Halbinseln im County Kerry sowie County Cork.
Clew Bay liegt an der Küste des County Mayo, südlich von Achill, während sich Blacksod Bay im Norden der Insel befindet. Killala Bay ist nördlich von Mayo. Donegal Bay ist ein größerer Meeresarm zwischen den Countys Donegal und Sligo.

### Landspitzen
Malin Head im County Donegal ist der nördlichste Punkt der irischen Insel, während Mizen Head einer der südlichsten Punkte ist, daher stammt auch der Ausdruck „Malin head to Mizen head“, wenn man etwas die gesamte Insel betreffend meint. Der wirklich südlichste Punkt der Hauptinsel ist Brow Head etwa 3 km östlich von Mizen Head. Noch südlicher ist der Felsen Fastnet Rock. Als der südöstlichste Punkt gilt Carnsore Point im County Wexford. Burr Point in Nordirland ist der östlichste Punkt der irischen Insel, Dunmore Head auf der Dingle-Halbinsel der westlichste.

### Inseln und Halbinseln

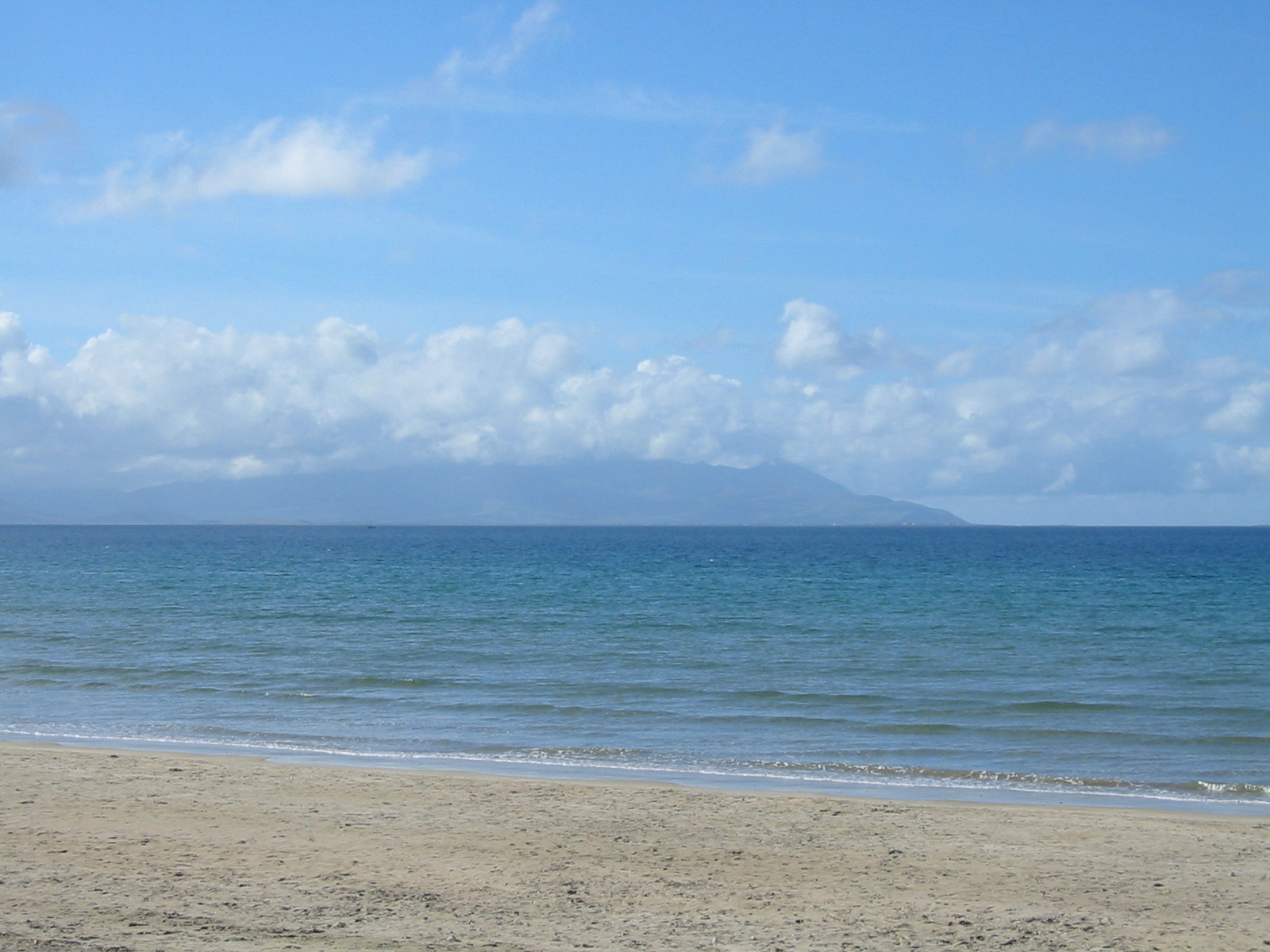
Die Halbinsel Dingle, fotografiert am Strand von Banna

Achill Island im County Mayo im Nordwesten ist die größte der Inseln Irlands. Das Eiland ist bewohnt und über eine Brücke mit der Hauptinsel verbunden. Die nächstgrößten sind die Aran Islands vor der Küste des County Galway, bei denen es sich um Gaeltachts handelt, Regionen, in denen noch irisches Gälisch vorherrschend ist. Valentia Island vor der Halbinsel von Iveragh im County Kerry ist ebenso eine der größeren Inseln. Sie ist dünn besiedelt und über eine Brücke mit der Hauptinsel verbunden. Omey Island vor der Küste von Connemara im County Galway ist eine kleinere Gezeiteninsel. Die Halbinsel Cooley an der Irischen See ist eine der wenigen Halbinseln der Republik Irland im Osten.
Einige der bekanntesten Halbinseln liegen im County Kerry: die Dingle-Halbinsel, die oben erwähnte Iveragh und die Beara. Die Ards im County Down ist eine der größeren Halbinseln außerhalb von Kerry. Auf Inishowen im County Donegal liegen der nördlichste Punkt Malin Head der Hauptinsel und wichtige Städte wie Buncrana am Lough Swilly, Carndonagh und Moville am Lough Foyle.
Irlands nördlichste Insel ist Inishtrahull Island, obwohl Irland auch Anspruch auf den noch weiter nördlich gelegenen Felsen Rockall erhebt, den jedoch auch Großbritannien, Dänemark (als Teil der Färöer) und Island für sich beanspruchen.

## Klima
Das Klima Irlands ist gemäßigt, obwohl es aufgrund des nordatlantischen Stromes wesentlich wärmer ist als in anderen Regionen des gleichen Breitengrades. Der vorherrschende Wind weht meist von Südwesten nach Nordosten. Regen ist daher besonders charakteristisch für das westirische Klima, auf Valentia Island an der Westküste fällt jährlich zweimal so viel Regen wie in Dublin (1400 mm gegenüber 762 mm). Etwa 60 % der jährlichen Regenmenge fallen zwischen August und Januar.
Mit durchschnittlich fünf bis sieben Stunden Sonnenschein sind Mai und Juni die sonnigsten Monate. Januar und Februar sind mit einer Durchschnittstemperatur von 4 bis 7 °C die beiden kältesten, Juli und August sind mit 14 bis 16 °C die beiden wärmsten Monate des Jahres.
Obwohl Extremwetterlagen, verglichen mit dem europäischen Festland, relativ selten sind, treten sie doch auf. Atlantische Tiefdruckgebiete führen im Dezember, Januar und Februar immer wieder zu Stürmen mit Windgeschwindigkeiten von bis zu 160 km/h; während der Sommermonate kommt es, speziell im Juli und August, zu plötzlich auftretenden Gewitterstürmen, vor allem, aber nicht ausschließlich, im Inland und im westlichen Irland.
|                       | Jan  | Feb  | Mär  | Apr  | Mai  | Jun  | Jul  | Aug  | Sep  | Okt  | Nov  | Dez  |   |       |
| Mittl. Tagesmax. (°C) | 7,6  | 7,5  | 9,5  | 11,4 | 14,2 | 17,2 | 18,9 | 18,6 | 16,6 | 13,7 | 9,8  | 8,4  | ⌀ | 12,8  |
| Mittl. Tagesmin. (°C) | 2,5  | 2,5  | 3,1  | 4,4  | 6,8  | 9,6  | 11,4 | 11,1 | 9,6  | 7,6  | 4,2  | 3,4  | ⌀ | 6,4   |
|                       |      |      |      |      |      |      |      |      |      |      |      |      |   |       |
| Niederschlag (mm)     | 69,4 | 50,4 | 53,8 | 50,7 | 55,1 | 56,0 | 49,9 | 70,5 | 66,7 | 69,7 | 64,7 | 75,6 | Σ | 732,5 |
|                       |      |      |      |      |      |      |      |      |      |      |      |      |   |       |
| Sonnenstunden (h/d)   | 1,8  | 2,5  | 3,6  | 5,2  | 6,1  | 6,0  | 5,4  | 5,1  | 4,3  | 3,1  | 2,4  | 1,7  | ⌀ | 3,9   |

| 2,5 |

| 2,5 |

| 3,1 |

| 4,4 |

| 6,8 |

| 9,6 |

| 11,4 |

| 11,1 |

| 9,6 |

| 7,6 |

| 4,2 |

| 3,4 |

| 2,5 |

| 2,5 |

| 3,1 |

| 4,4 |

| 6,8 |

| 9,6 |

| 11,4 |

| 11,1 |

| 9,6 |

| 7,6 |

| 4,2 |

| 3,4 |

| N i e d e r s c h l a g | 69,4 | 50,4 | 53,8 | 50,7 | 55,1 | 56,0 | 49,9 | 70,5 | 66,7 | 69,7 | 64,7 | 75,6 |
|                         | Jan  | Feb  | Mär  | Apr  | Mai  | Jun  | Jul  | Aug  | Sep  | Okt  | Nov  | Dez  |

## Humangeographie
Irland bestand früher aus den vier Provinzen Connacht, Leinster, Munster und Ulster, die sich in 32 Grafschaften (Countys) aufteilten. Die Provinzen haben heute keine Bedeutung mehr für die Verwaltung des Staates, sind aber im Bewusstsein der Bevölkerung präsent und zum Beispiel im Sport noch relevant. Die Grafschaften bilden bis heute das Gerüst der Verwaltungsgliederung in der Republik Irland. Sechs der neun historischen Grafschaften Provinz Ulsters gehören zu Nordirland und damit zum Vereinigten Königreich, die restlichen 26 zur Republik Irland (siehe Karte).
Republik Irland
1. County Dublin
2. County Wicklow
3. County Wexford
4. County Carlow
5. County Kildare
6. County Meath
7. County Louth
8. County Monaghan
9. County Cavan
10. County Longford
11. County Westmeath
12. County Offaly
13. County Laois
14. County Kilkenny
15. County Waterford
16. County Cork
17. County Kerry
18. County Limerick
19. County Tipperary
20. County Clare
21. County Galway
22. County Mayo
23. County Roscommon
24. County Sligo
25. County Leitrim
26. County Donegal

Nordirland
1. County Fermanagh
2. County Tyrone
3. County Londonderry
4. County Antrim
5. County Down
6. County Armagh

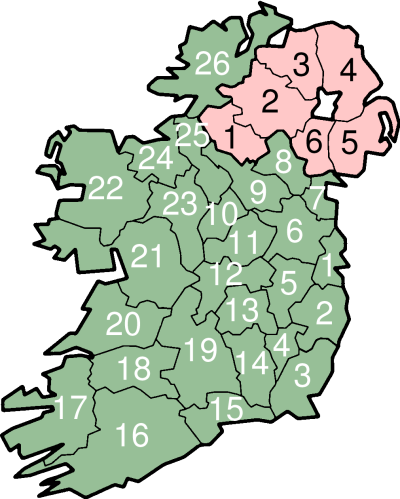
Karte von Irland mit nummerierten Countys. Republik Irland in Grün und Nordirland in Rosa.

Bei einer Reform im Jahr 2014 wurden einige Lokalverwaltungen zusammengelegt. Seitdem haben 23 Countys der Republik Irland eine Verwaltung, die anderen drei werden von mehr als einer einzigen verwaltet, zusammen ergeben sich 31 Lokalverwaltungen. Dublin, Cork, und Galway haben eigene eigenständige „City Councils“ (Stadtverwaltungen) und werden getrennt von den Countys gleichen Namens verwaltet. Der restliche Teil des County Dublin ist geteilt in Dún Laoghaire-Rathdown, Fingal und South Dublin.
Die Grenzen der Wahlbezirke folgen weitgehend den Grenzen der Countys.
In Nordirland wurden 1973 im Zuge einer Reform die sechs traditionell bestehenden und die beiden County Boroughs (Belfast und Derry) durch 26 „Districts“ ersetzt, die alten Grenzen gelten seitdem lediglich noch für die Zeremoniellen Grafschaften. Am 1. April 2015 wurde die Anzahl der Districts auf elf verringert.
Die Bevölkerung der Insel Irland von etwa 5,6 Millionen Menschen konzentriert sich zum größten Teil auf die Ostküste, speziell auf Dublin, Belfast und Umgebung. In Nordirland leben auf einer Fläche von 13.843 km² 1.710.300 Menschen (Stand: 2004). Eine lediglich halb so starke Bevölkerungsdichte gibt es in der 70.280 km² großen Republik Irland. Dort leben 4.234.925 Menschen (Stand: April 2006).

## Naturschätze

### Moore
Irland hat etwa 12.000 km² Marschland, zum großen Teil bestehend aus Deckenmooren, sowie aus Hochmooren. Die Deckenmoore entwickelten sich vor allem dort, wo die Bauern des Neolithikums Bäume fällten und damit ungewollt ideale Lebensbedingungen für Pflanzen wie die Besenheide und Binsengewächse schufen. Durch das feuchte Klima Irlands und die zunehmende Versäuerung wuchsen aus den Resten dieser Pflanzen mächtige Torfschichten.
Hochmoore sind vor allem im Talbecken vom Shannon sehr verbreitet. Sie bildeten sich am Ende der letzten Eiszeit, als sich dort Talsenken mit Wasser füllten.
Seit dem 17. Jahrhundert wurde der Torf als Heizmaterial für den häuslichen Gebrauch gestochen. Dies verstärkte sich noch, als der Torfabbau kommerzialisiert wurde. In den 1940ern wurden Maschinen für das Torfstechen entwickelt. Das bekannteste Unternehmen aus dieser Zeit ist die halbstaatliche Bord na Móna. Neben dem Gebrauch als Heizmaterial in den Haushalten fand und findet der Torf noch Verwendung in der Industrie, vor allem bei der Stromerzeugung.
In der letzten Zeit hatte die zunehmende Zerstörung der Moore mehr und mehr Kritik hervorgerufen. Der Abbau trifft vor allem die Hochmoore, da dieser Torf einen höheren Heizwert besitzt. Sowohl in der Republik Irland, als auch in Nordirland werden nun Vorkehrungen getroffen diese Bestände zu erhalten.

### Bodenschätze
Die Suche nach Erdgasvorkommen vor der irischen Küste begann 1970. Das erste größere entdeckte Feld war das „Kinsale Gas Field“ (1971), später entdeckte man mit dem „Ballycotton Gas Field“ (1989) und dem „Corrib Gas Field“ (1996) kleinere Erdgasvorkommen. Die Erschließung des Corrib Fields ist noch nicht abgeschlossen, da immer noch nicht sicher ist, ob die Raffinierung an Land oder noch auf See stattfinden soll. Das Gas wird an Land gepumpt und dort sowohl in Haushalten, als auch in der Industrie verwendet. Das Helvick Oil Field mit einer geschätzten Kapazität von fünf Millionen Barrel Öl wurde erst kürzlich entdeckt.
Irland ist auch Europas größter Produzent von Zink, mit drei Zink- und Bleiminen in Navan, Galmoy und Lisheen. Andere mineralische Bodenschätze sind Gold, Silber, Gips, Talk, Calcit, Dolomit, Dachschiefer, Kalkstein, Sand und Kies.
Erdgas
- Ballycotton Gas Feld
- Corrib-Gasprojekt
- Kinsale Gas Feld